# 四朝代
《四朝代》（泰文：สี่แผ่นดิน，英译：Four Reigns），是泰国政治家兼作家克立·巴莫的现实主义代表作。

## 故事梗概
小说以泰国曼谷王朝五世王至八世王的统治时期（公元1868 - 1946年）的中上层贵族生活为背景，通过描写望族出身的女主人公与王室等紧密联系的一生，反映出了在大时代变革下泰国社会风俗的冲突与改变，宣扬了美德与正直，谴责腐朽没落的贵族习气，同时也寄托了对“过去的好时光”的怀念与不舍。
《四朝代》作为泰国20世纪文学的台柱作品，被翻译成中、日、英、法等文字，也是研究二战前近代泰国风貌的重要著作。

## 人物简介
帕瑞：某些译本作“帕洛伊”。本书女主角，生于一个富有的贵族家庭。母亲曾经是五世王宫里深受喜爱的大宫女，却未能成为帕瑞父亲皮皮特的正妻，母女俩受尽委屈。帕瑞10岁那年（1892年），帕瑞被母亲作为宫女候补托付给宫中教养。她16岁时成为了侍奉公主的宫女，后从父命嫁给禁卫军军官比连并生下数名儿女。她的生活在战争爆发前大都是幸福而安稳的。但是她的晚年生活并不愉快，除了社会的动乱外，家庭矛盾也令她心力交瘁。病逝于1946年6月9日。
璀：某些译本作“崔伊”。和帕瑞同龄的女友，一同在宫中成长为宫女。性格直率而带淘气，是帕瑞终生的挚友。她一生未婚。
南：璀的哥哥，帕瑞的初恋情人，后另有所爱。
比连：帕瑞的丈夫，生性豪爽潇洒，却也有暴躁的一面。后因落马受伤而不治。